# Tamerton Foliot
Tamerton Foliot is een voormalige civil parish in het Engelse graafschap Devon. Tegenwoordig maakt het deel uit van de stad Plymouth. Tamerton Foliot komt in het Domesday Book (1086) voor als 'Tambretone'.
De dorpskerk van Tamerton Foliot heeft delen uit de twaalfde, dertiende en vijftiende eeuw, maar eind van de negentiende eeuw werd zij grondig gerenoveerd. Zij staat op de Britse monumentenlijst.